# خوليا نابارو
خوليا نابارو (بالإسبانية: Julia Navarro)‏ (مدريد، 1953) هي صحفية و كاتبة إسبانية

## السيرة الصحفية والأدبية
مارست خوليا نابارو مهنة الصحافة أكثر من 35 عامًا من حياتها، على الرغم من أنها أصبحت كاتبة روائية ناجحة، والآن لم تعد تمارس الصحافة. وقد عملت في وسائل الإعلام الرئيسة في البلد، مثل: قناة Cadena SER [الإسبانية]، قناة COPE [الإسبانية] ، وأيضًا قناة تيليسينكو، قناة الجنوب [الإسبانية]، ووكالة OTR/Europa Press [الإسبانية].